# Gnoj
Gnoj je bjelkasto-žuta, žuta ili žuto-smeđi eksudat koji producirajui kralježnjaci tijekom upalne piogene bakterijske infekcije. Nakupljanje gnoja u ograđenom prostoru tkiva poznat kao apsces ili empijem, dok je vidljiva kolekcija gnoja u ili ispod epiderma je poznat kao bubuljica ili pustula. Gnoj se proizvodi od mrtvih i živih stanica koje putuju u međustanične prostore oko oboljelih stanica. 
Za upalni proces koji stvara gnoj kažemo da je supurativan, piogen, purulentan ili gnojan. Ako proces stvara sluz i gnoj, to se zove koristimo termin mukopurulentan. Najčešći agensi koji potiču stvaranje gnoja su bakterije, kao što je Staphylococcus aureus. 
Gnoj se sastoji od žitke, proteinima bogate tekućine, poznat i kao liquor puris, i mrtvih stanica, koje su dio imunog odgovora. Neutrofili se proizvode u koštanoj srži i otpuštaju u krv. Kada je potrebno u borbi protiv infekcije neutrofili se premještaju ka mjestu infekcije kroz proces poznat kao kemotaksija, obično se pokreću pomoću citokina iz makrofaga koji otkrivaju invaziju mikro-organizama. Na mjestu infekcije, neutrofili gutaju i ubijaju bakterije. Na kraju, neutrofili će umrijeti, a zatim fagocitirani od strane makrofaga, koji ih dalje razgrađuje. Gnoj je viskozni materijal sastavljen od tih mrtvih neutrofila. 
Neutrofili su najrasprostranjeniji tip leukocita u krvi čovjeka, a čine od 40% do 75% leukocita. 
Kad se gnoj nalazi u rani ili na suhoj koži to znači da postoji infekcija.  vidi u ranu ili suhe kože, gnoj pokazuje zaraženo područje i treba se očistiti antiseptikom. 
Osim normalne bjelkasto-žute nijanse, promjene u boji gnoja mogu se promatrati pod određenim okolnostima. Gnoj je ponekad zelen, zbog prisutnosti mijeloperoksidaze, intenzivno zelenog antibakterijskogi proteina kojegi proizvode neke vrste bijelih krvnih stanica. Plavo-zeleni gnoj se može pronaći u određenim infekcijama sa Pseudomonas aeruginosa kao rezultat bakterijskog pyocyanin pigmenta koji bakterija proizvodi; amebni apscesi jetre proizvode smeđi gnoj. Gnoj može imati crvenkaste nijanse i to nakon miješanja s krvi. Gnoj može imati smrdljiv miris.